# پیتربرو (حوزه سرشماری)، نیوهمپشایر
پیتربرو (به انگلیسی: Peterborough) یک منطقهٔ مسکونی در ایالات متحده آمریکا است که در نیوهمپشایر واقع شده‌است. پیتربرو ۱۲٫۳۵ کیلومتر مربع مساحت و ۳٬۱۰۳ نفر جمعیت دارد و ۲۲۲٫۵۱ متر بالاتر از سطح دریا واقع شده‌است.